# 孙宝瑄

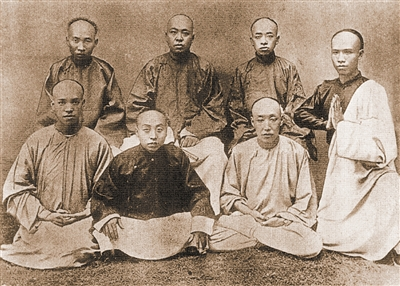
后排左二为孙宝瑄

孙宝瑄（1874年—1924年），字仲玙（又作仲愚），浙江钱塘人。清末民初学者、书法家、官僚。

## 生平
孙宝瑄出生于一个官宦之家。其父为孙诒经，光绪年间任户部左侍郎。其岳父为李瀚章，曾任两广总督。其兄孙宝琦，清朝末年曾任驻法国公使、驻德国公使、顺天府尹，中华民国成立后，还曾任国务总理。
孙宝瑄在清朝先是以荫生得分部主事，后来得保补员外郎。他曾先后在工部、邮传部、大理院等处任职。1895年7月，孙宝瑄到天津向李鸿章上书，提出了“立报馆、兴学堂”的主张，并试图说服李鸿章进行变法，但未被采纳。1900年庚子事变，孙宝瑄加入汪康年、唐才常组织的中国国会（又名“中国议会”），并任该会的干事。1901年3月24日，上海绅商在张园开会，抵制俄国侵略中国。孙宝瑄与会并发表演说，后来他被《中外日报》误报道为集会主持人。中华民国初年，他任宁波海关监督。
他和章太炎、谭嗣同、梁启超、汪康年、夏曾佑、严复、张元济等人为好友。他在日记中说，其家藏书不下两万卷，“凡经史子集著名之书几备”，他“频年坐拥书城”。他曾经称自己是“余昔尝有从容廊庙端委垂绅之志，今则惟知一丘一壑，萧条方外而已。”
1924年，孙宝瑄逝世，享年50岁。

## 著作
- 《忘山庐日记》
- 《忘山庐诗存》